# Nacistička simbolika
Nacionalsocijalistička njemačka radnička stranka (njem. Nationalsozialistische Deutsche Arbeiterpartei, skr. NSDAP) je tijekom svog postojanja ekstenzivno upotrebljavala grafičku simboliku, a posebno je isticala simbol svastike odn. kukastog križa (njem. Hakenkreuz).
Glavni nacistički simbol bila je stranačka zastava NSDAP-a, koja je kasnije postala zastava Trećeg Reicha. Boje na zastavi bile su crna, bijela i crvena, odnosno boje koje su bile na zastavi Njemačkog Carstva. Shema boja vezana je za anti-Weimarski pokret koji su vodili njemački nacionalisti nakon što je Njemačko Carstvo palo. U svojoj knjizi, Mein Kampf, Adolf Hitler objasnio je simboliku boja: crveno simbolizira socijalnu ideju nacističkog pokreta, bijeli krug prikazuje nacionalnu ideju, a crna svastika simbolizira »arijsku rasu« (svastika se koristila u arijskoj kulturi stoljećima prije pojave nacista).
Suvremene države poput Njemačke, Austrije, Francuske, Litve, Latvije, Poljske, Ukrajine, Brazila i Izraela kažnjavaju svaki pokušaj korištenja i prikazivanja nacističke simbolike (korištenje je dozvoljeno u edukacijske svrhe). 

## Glavni simboli
- Reichsadler, carski orao, službeni simbol NSDAP-a.
- Sowilō, runska oznaka za sunce, povezana s proto-germanskim jezicima, glavna oznaka SS-a.[4][5]
- razna slova runske abecede[6][7][8]
- crna uniforma SS-a
- smeđe majice Sturmabteilunga.
- mrtvačke glave, službene oznake jedinica SS-Totenkopfverbände i postrojbi koncentracijskih logora.[9]

## Korištenje kod neonacističkih skupina
- broj 18, kod za riječi Adolf Hitler. Brojevi dolaze od pozicije riječi unutar abecede: A = 1, H = 8.[10]
- 88, kôd za manifest 88 Precepts, kojeg je napisao David Lane, bijelački supremacist. Također se smatra kao kod za riječi Heil Hitler (prema položaju unutar abecede).[11]
- 14, fraza koju je stvorio neonacist David Lane: "Moramo osigurati egzistenciju našeg naroda i budućnost bijele djece".[12]

- Parteiadler (hrv. stranački orao), službeni simbol NSDAP-a
- Reichsadler (bukv. carski orao), simbol Trećeg Reicha od 1933. do 1945.
- Simbol Schutzstaffela (SS)
- Mrtvačka glava (njem. Totenkopf), oznaka Hitlerovih postrojbi smrti
- Wolfsangel, koju je koristila 2. SS oklopna divizija "Das Reich"
- Wolfsangel
- Proto-germanski Odal, predstavlja etnički čiste Nijemce
- Algiz, simbolizira čovjeka, odnosno život
- Keltski križ, koriste ga neonacisti
- Sunčev križ, koristila ga je 5. oklopna divizija SS-a